# Seimeni (Constanța)
Seimeni é uma comuna romena localizada no distrito de Constanţa, na região de Dobruja. A comuna possui uma área de 89.32 km² e sua população era de 2115 habitantes segundo o censo de 2007.